# Nawadnianie kropelkowe

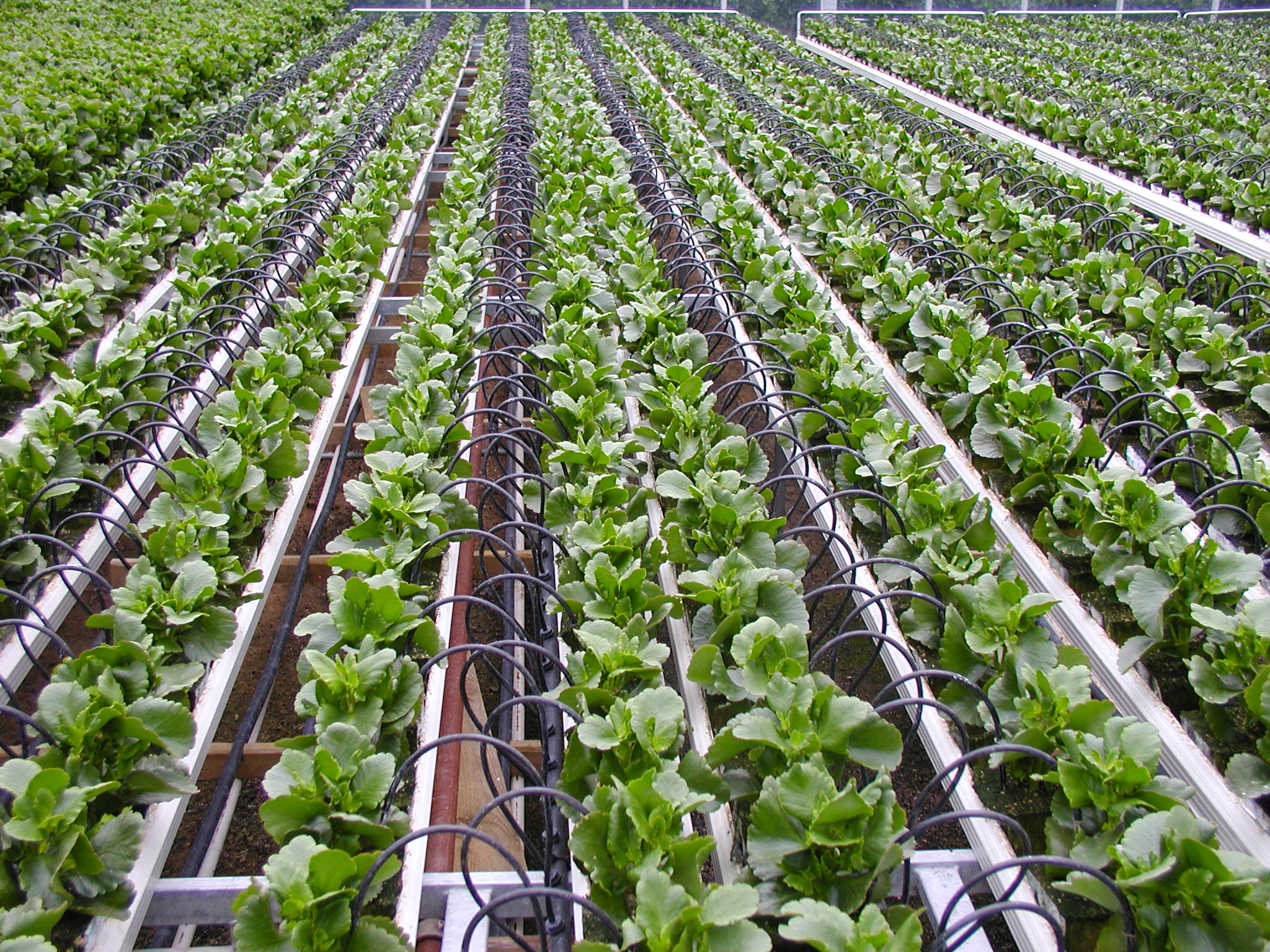
nawadnianie kroplowe

Nawadnianie kroplowe (ang. drip irrigation, trickle irrigation) – rodzaj mikronawadniania, który potencjalnie pozwala zaoszczędzić wodę i składniki odżywcze poprzez powolne dostarczanie wody bezpośrednio do korzeni uprawianych roślin w regulowanych małych porcjac z powierzchni gleby lub z umieszczeniem instalacji pod jej powierzchnią. Celem jest podanie wody bezpośrednio w strefę korzeniową i ograniczenie jej parowania. System nawadniania kroplowego dostarcza wodę poprzez sieć zaworów, rur, przewodów i kroplowników. Przy odpowiednim zaprojektowaniu, instalacji, konserwacji i użytkowaniu, system nawadniania kroplowego może być bardziej wydajny niż inne systemy nawadniające, np. nawadnianie powierzchniowe czy nawadnianie zraszające.
Współczesne nawadnianie kroplowe jest uznawane za jedną z najważniejszych innowacji w rolnictwie od czasu wynalezienia w latach 30. XX wieku zraszacza uderzeniowego, który stanowił pierwszą praktyczną alternatywę dla nawadniania powierzchniowego.
Według danych z 2012 roku, najszybciej rozwijającymi się rynkami mikronawadniania (w tym kroplowego) były Chiny i Indie, a na świecie metodami tego typu nawadniano łącznie ponad 10 milionów hektarów. Stanowiło to jednak mniej niż 4% całkowitej powierzchni nawadnianej globalnie. W tym samym okresie światowym liderem rynku była izraelska firma Netafim (utrzymywała pozycję lidera także w 2018 roku), a drugie miejsce zajmowała indyjska firma Jain Irrigation. W 2017 r. firma Rivulis przejęła Eurodrip i stała się drugim co do wielkości producentem systemów nawadniania na świecie. W 2023 roku zaledwie 3% rolników na świecie stosowało nawadnianie kroplowe.

## Historia

### Starożytne Chiny
Metody o zasadzie zbliżonej do mikronawodnienia znane były już w starożytności. W dziele Fan Shengzhi shu, napisanym w Chinach w I wieku p.n.e., opisano metodę zakopywania nieglazurowanych naczyń glinianych (znanych czasem jako Ollas) wypełnionych wodą, która stopniowo przesiąkała do gleby.

### Rozwój współczesny

#### Rury podziemne
Nowoczesne nawadnianie kroplowe zaczęto rozwijać w Niemczech w latach 60. XIX wieku, kiedy badacze zaczęli eksperymentować z systemami nawadniania podpowierzchniowego przy użyciu rur ceramicznych z gliny i tkanin przepuszczających wodę stosując je w celu równoczesnego nawadniania i odwadniania.

#### Rury perforowane
W latach 20. XX wieku rozszerzono badania nad zastosowaniem perforowanych rur w systemach nawadniania kroplowego.

#### Tworzywa sztuczne
Wykorzystanie tworzyw sztucznych do magazynowania i dystrybucji wody w nawadnianiu kroplowym zostało opracowane w Australii przez Hannisa Thilla.

#### Kroplownik z tworzywa sztucznego, trickle irrigation
Dalszy rozwój nastąpił po upowszechnieniu tworzyw sztucznych po II wojnie światowej. Kluczowe prace w tym obszarze prowadzono m.in. w Izraelu, gdzie inżynier  Simcha Blass i jego syn Yeshayahu wraz z zespołem opracowali metodę wykorzystania plastikowego kroplownika — udoskonalili koncepcję emitera o odpowiednio zaprojektowanej ścieżce przepływu, zapobiegającej zapychaniu się otworów.  Zamiast uwalniać wodę przez drobne otwory łatwo blokowane przez zanieczyszczenia, zdecydowano się na większe i dłuższe kanały zwalniające przepływ wody dzięki zjawisku tarcia wewnątrz emitera. Pierwszy system eksperymentalny tego typu został zainstalowany w 1959 roku przez Blassa, który w 1964 roku nawiązał współpracę z Kibucem Hatzerim w celu utworzenia firmy Netafim. Razem opracowali i opatentowali pierwszy praktyczny nawierzchniowy kroplownik do nawadniania.  System ten zwiększył także efektywność stosowania nawozów. Według dziennika „The Times of Israel” wprowadzenie tej technologii było rewolucyjne i pozwalało zaoszczędzić do 70% wody w uprawie ryżu.
Ważny krok w rozwoju nawadniania kroplowego z użyciem wody zasolonej poczynili Goldberg i Shmueli (1970). Zastosowali oni system nawadniania kroplowego na powierzchni gleby w pustynnym regionie Arava w południowym Izraelu i udowodnili, że metoda ta działa bardzo efektywnie nawet przy wykorzystaniu wód zasolonych.
Później upowszechniło się nawadnianie kroplowe na powierzchni gruntu (ang. surface drip irrigation), które pomaga w zminimalizowaniu problemu zapychania się podziemnych rurociągów. Zastosowanie takiego systemu jest postrzegane jako jedno z najefektywniejszych sposobów aplikacji wody roślinom.
Firma Netafim opracowała także technologię służącą do kroplowego nawadniania ryżu. Pola ryżowe odpowiadają za 10% światowej emisji metanu, co odpowiada rocznej emisji około 400 milionów samochodów. Technologia ta została wprowadzona m.in. we Włoszech, Turcji i Indiach. Inna izraelska firma, N-Drip, opracowała system „smart drip” przeznaczony do upraw ryżu. Według „The Times of Israel” zwiększa on wydajność nawet o 33%, pozwala zredukować zużycie nawozów o 50%, ograniczyć emisję gazów cieplarnianych (dwutlenku węgla i metanu) o 50–85% oraz zmniejszyć zużycie wody o połowę.
Od lat 60. XX wieku metoda szybko rozprzestrzeniła się w Australii, Ameryce Północnej i Południowej. Udoskonalenia technologiczne wprowadzili m.in. Dan Goldberg i M. Shmueli z uczelni w Rehovot (Izrael), testując kroplowanie nawet przy użyciu wód o wyższej zasoleniu i osiągając zadowalające wyniki w uprawach warzyw.

#### Taśma kroplująca (drip tape)
Taśma kroplująca to cienkościenna rura wykorzystywana w nawadnianiu kroplowym. Taśmy te wykonuje się zazwyczaj z polietylenu i sprzedaje w formie spłaszczonej na rolkach. Grubość ścianek taśmy wynosi zwykle od 4 do 25 milsów (0,10–0,64 mm). Woda wypływa z taśmy poprzez emitery rozmieszczone w równych odstępach (np. od 15 do 60 cm).Taśma kroplująca jest materiałem nadającym się do recyklingu. Po zastosowaniu może być zbierana, oczyszczana i przerabiana na surowiec do dalszej produkcji tworzyw sztucznych.
Pierwszą tego typu taśmą była Dew Hose, która została opracowana na początku lat 60. XX wieku przez Richarda Chapina i Jaime Leal-Diaza z firmy Chapin Watermatics. Przełom nastąpił w roku 1987, kiedy firma Plastro Irrigation wprowadziła na rynek taśmę T-Tape z nacięciami (slit outlet) i układem przepływu laminarnego, który później przekształcono w system przepływu turbulentnego. Chapin Watermatics zostało przejęte w 2006 roku przez Jain Irrigation, a obecnie działa w ramach jej amerykańskiej filii, Jain Irrigation Inc, USA. W 1988 roku wykorzystywało je zaledwie 5% nawadnianych areałów, natomiast w 2010 roku już około 40%.

#### Trickle ring

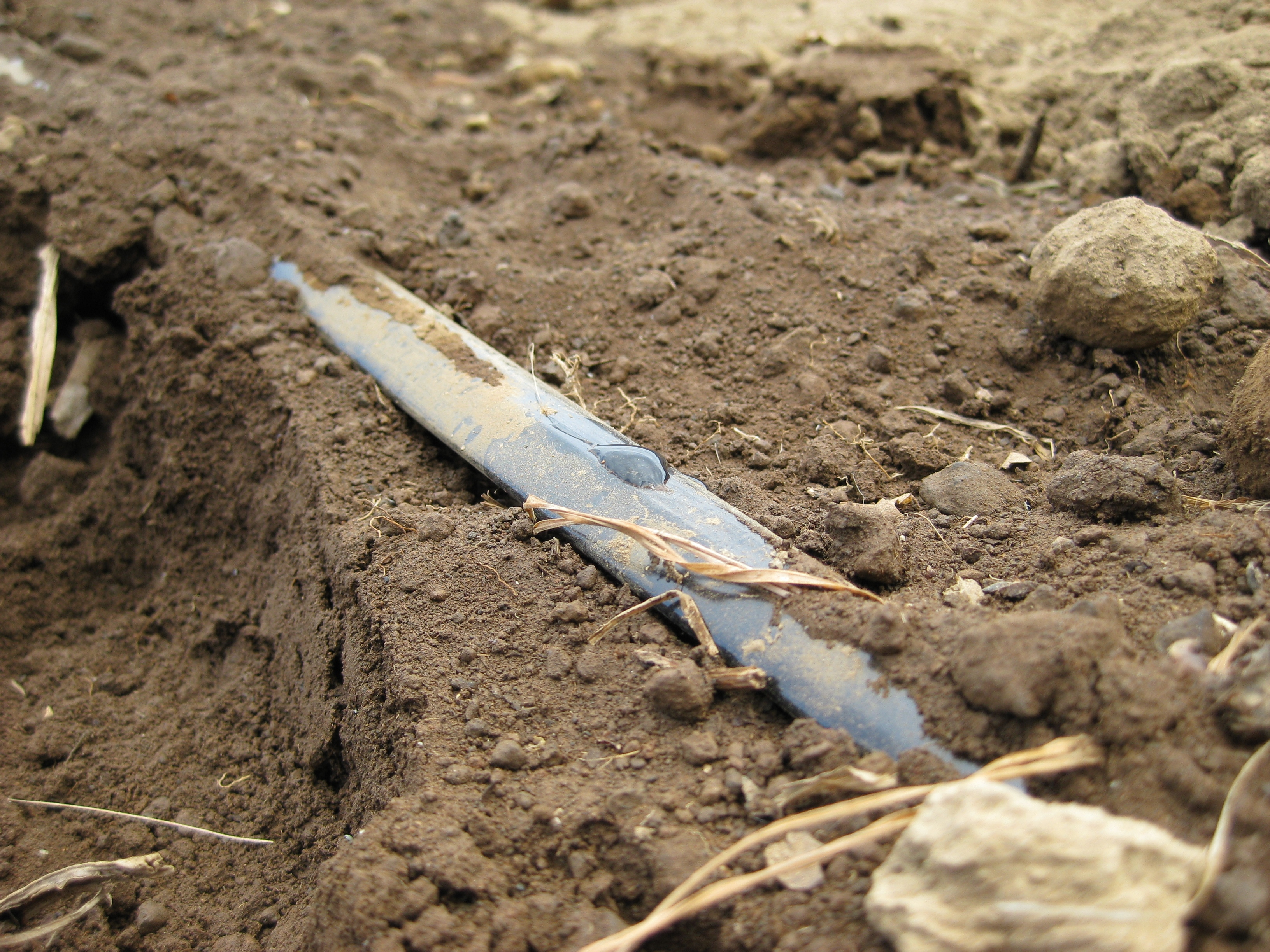
Taśma kroplująca (T-tape)

Trickle ring to okrągłe urządzenie, które równomiernie rozprowadza wodę wokół podstawy drzewa lub krzewu. Jest podłączone do źródła wody za pomocą węża ogrodowego albo przewodu kroplującego i może być częścią większej sieci nawadniającej. Regulacja przepływu pozwala na podawanie wody w taki sposób, by minimalizować straty przez spływ powierzchniowy i parowanie.

## Zastosowanie i typ

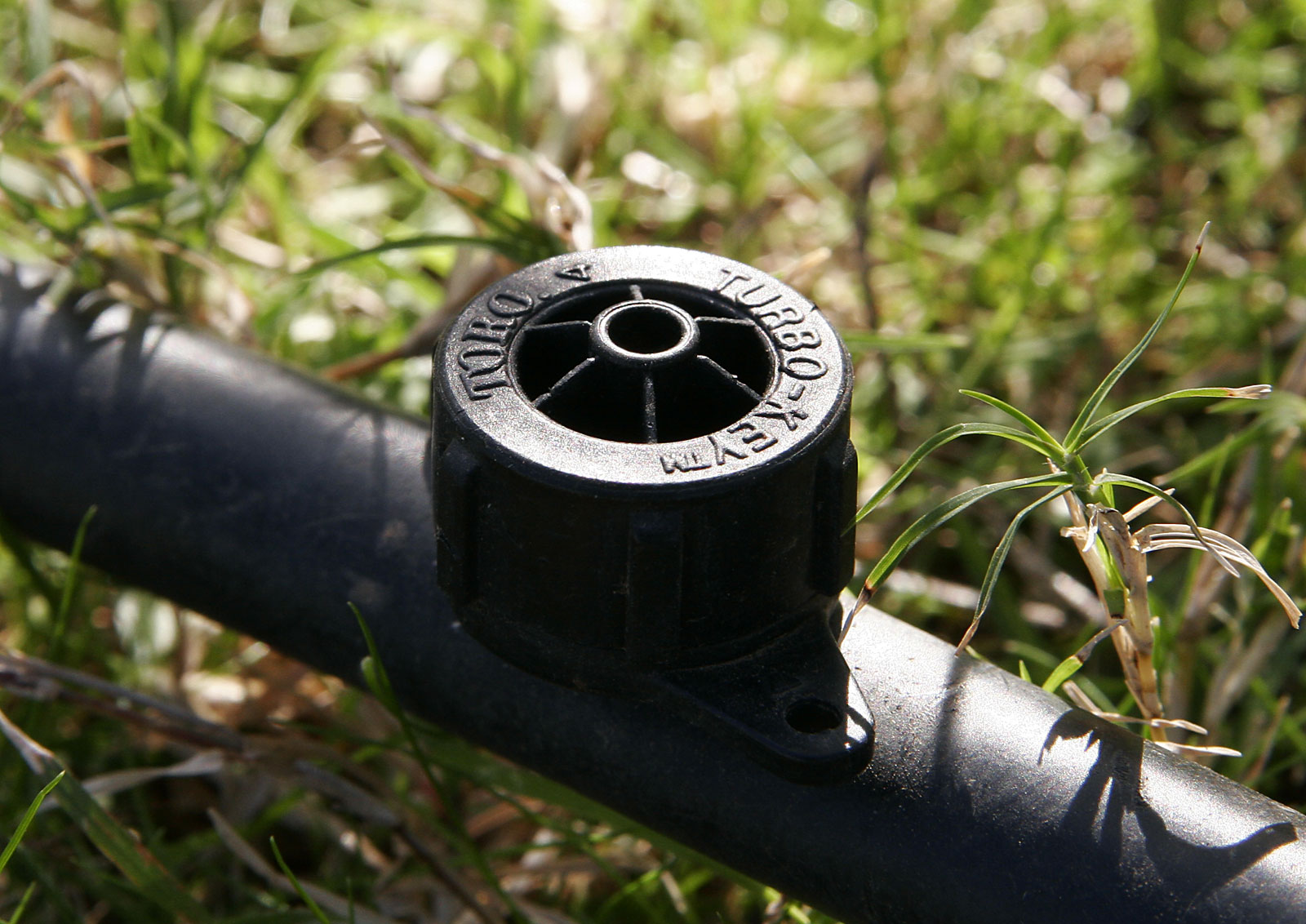
Kroplownik w systemie nawadniającym

Nawadnianie kroplowe stosuje się w uprawach rolnych, w komercyjnych szklarniach oraz w przydomowych ogródkach. Metoda ta jest szczególnie popularna w obszarach o bardzo ograniczonych zasobach wody. Najczęściej nawadnia się w ten sposób rośliny o wysokiej wartości plonu lub takie, które są wrażliwe na niedobór wody, np. banany, cytrusy, truskawki, trzcinę cukrową, bawełnę, kukurydzę czy pomidory. Coraz więcej jest też zestawów do samodzielnego montażu dla działek przydomowych (zawierają zegar, wąż i kroplowniki).

### Nawadnianie kroplowe naziemne
Przewody w systemie naziemnym układa się na powierzchni gleby, co ułatwia kontrolę pracy i naprawę ewentualnych nieszczelności. Woda wypływa w ściśle ustalonych punktach (kroplownikach) i wnika w glebę w niewielkim promieniu od źródła, co pozwala ograniczyć straty przez parowanie i skierować nawodnienie dokładnie do strefy korzeni roślin.
Zaletą takiego rozwiązania jest prostota montażu – w razie potrzeby przewody można szybko przełożyć w inne miejsce. Wadą bywa wyższe ryzyko uszkodzeń mechanicznych (przez ludzi czy maszyny) oraz większa wrażliwość na promieniowanie UV (konieczność stosowania odpowiednich materiałów odpornych na warunki atmosferyczne). Naziemna instalacja kroplowa jest jednak powszechnie stosowana m.in. w sadach, winnicach i uprawach warzyw w tunelach foliowych, a także w ogrodach przydomowych.

### Nawadnianie kroplowe pod powierzchnią gleby (subsurface drip irrigation, SDI)
W odmianie nawadniania podpowierzchniowego kroplowniki lub taśma kroplująca są zakopane  pod powierzchnią gleby na poziomie korzeni roślin lub tuż poniżej. Woda uwalniana jest w strefie korzeniowej, co minimalizuje straty na parowanie i zwiększa efektywność nawożenia azotowego (dzięki podawaniu nawozu bezpośrednio do korzeni). 
Takie rozwiązania zyskują popularność w uprawach rzędowych, zwłaszcza w regionach o ograniczonych zasobach wodnych lub przy wykorzystaniu wody wtórnie uzdatnionej.Badania prowadzone w różnych stacjach doświadczalnych (m.in. w regionie Oksytanii we Francji czy w ośrodkach INRAE) wykazały nawet kilkudziesięcioprocentowe oszczędności w zużyciu wody i nawozów przy niekiedy wyższych plonach w porównaniu z nawadnianiem deszczownianym.  Wadą takiego systemu są wyższe koszty instalacji, trudniejszy serwis (przewody są zakopane) oraz ograniczenie w głębszej uprawie gleby. Nawadnianie podziemne stosowane bywa także przy zieleni miejskiej (np. trawniki, parki), w tym z użyciem oczyszczonych ścieków komunalnych.

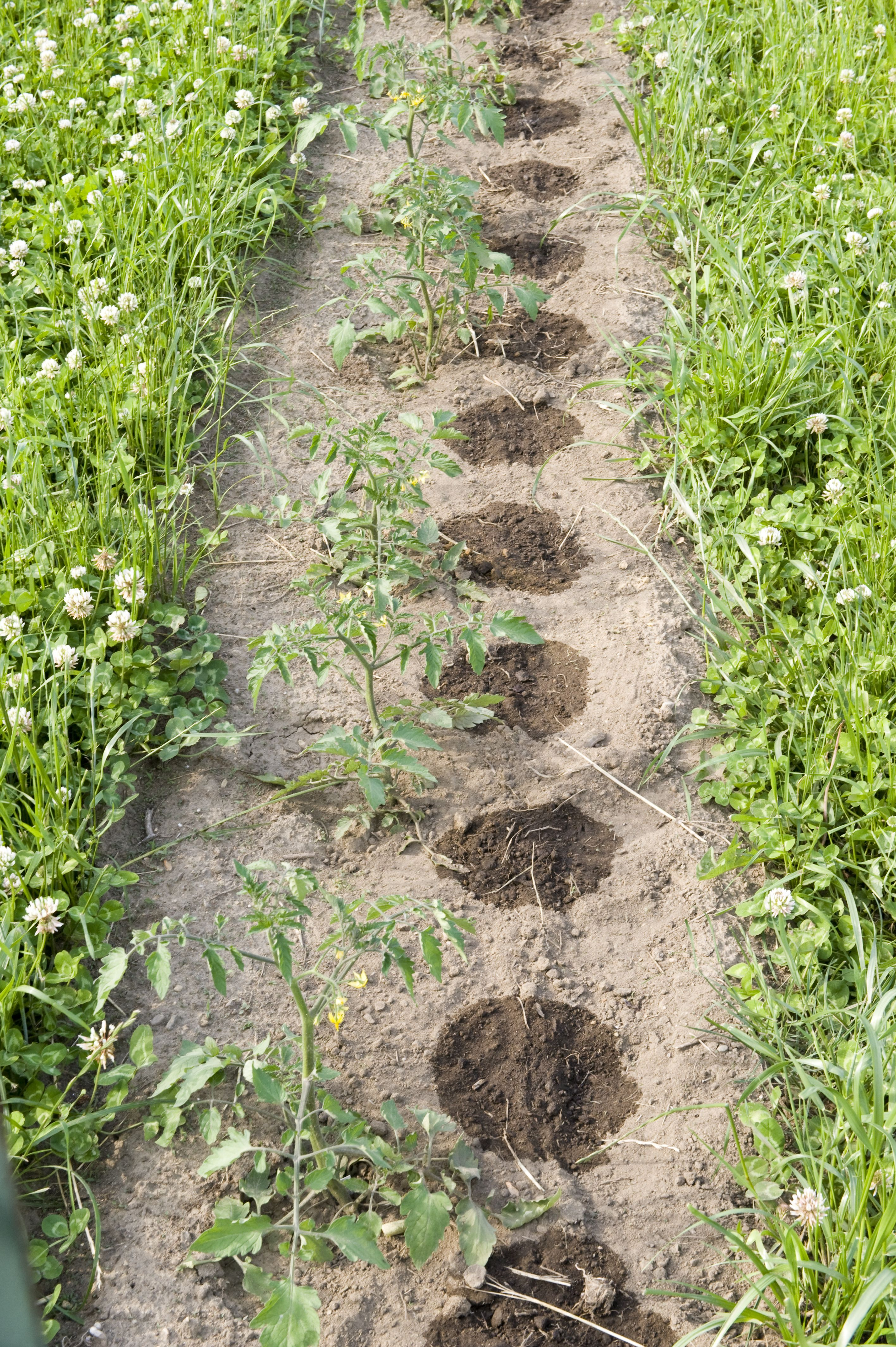
Linia kroplująca zakopana w pobliżu sadzonek pomidorów (USA)

## Budowa i działanie

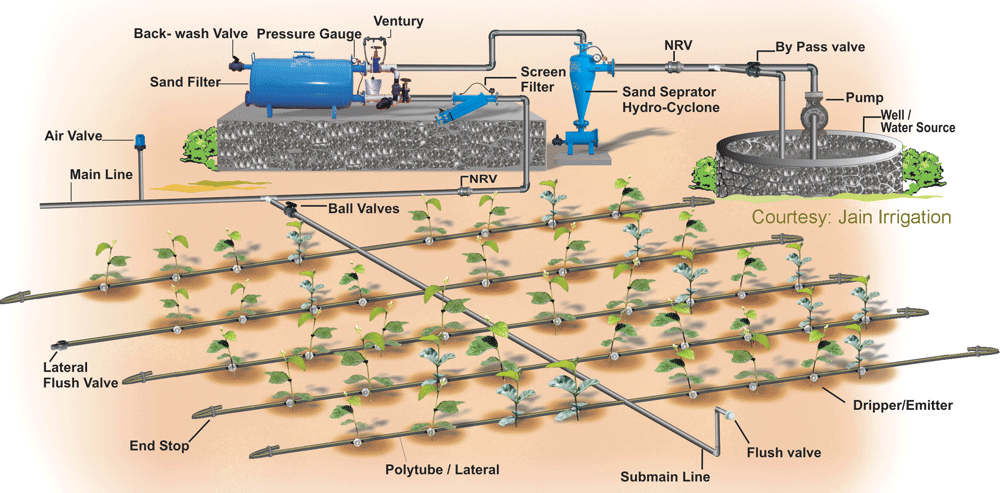
Schemat instalacji nawadniania kroplowego

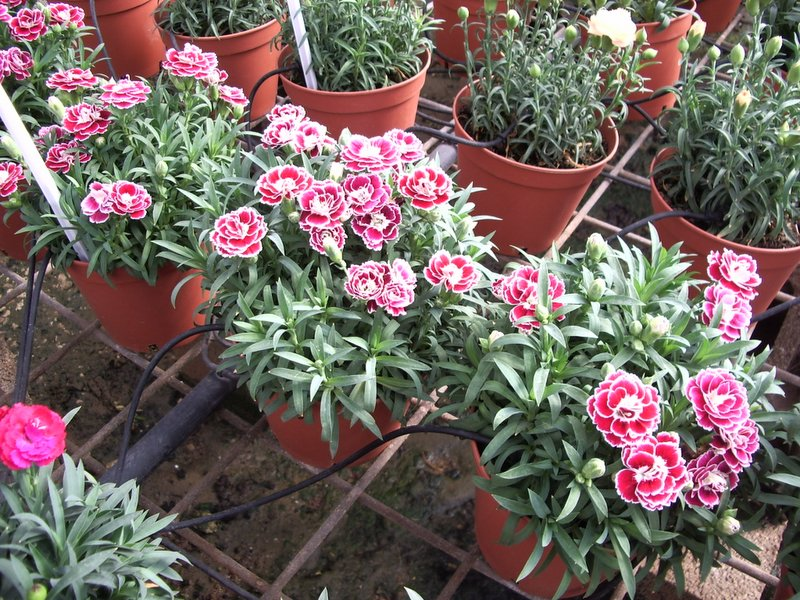
Kwiaty w szkółce roślin podlewane systemem nawadniania kroplowego w Izraelu

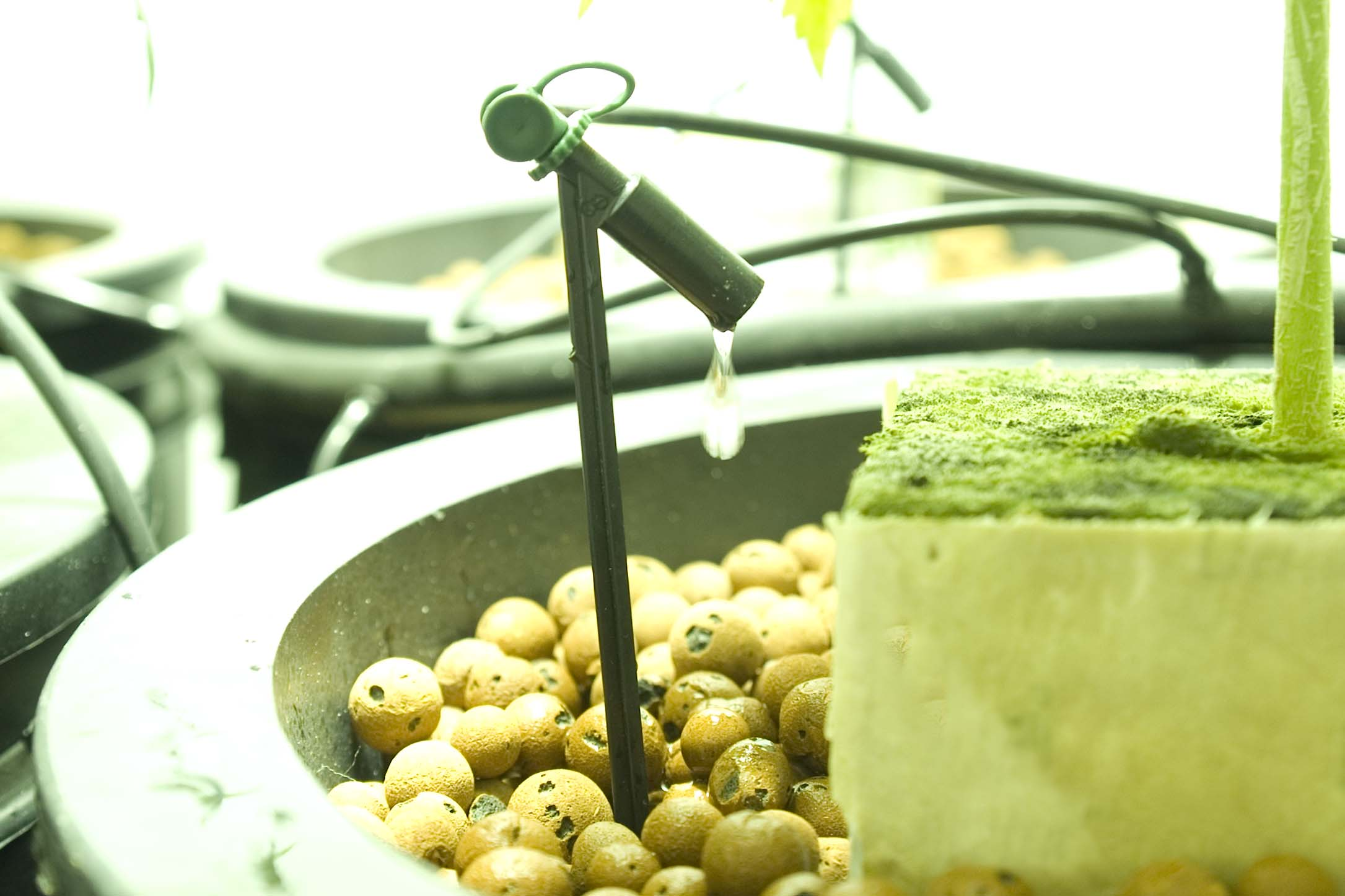
Kroplownik w doniczce

Typowy system nawadniania kroplowego obejmuje następujące elementy (w kolejności od źródła wody):
- pompa lub inne źródło wody pod ciśnieniem
- filtr wody lub system filtrów (np. odśrodkowy, piaskowy, dyskowy)
- system nawożenia i chemizacji (tzw. fertygacja i chemigacja) – opcjonalnie (np. inżektor Venturiego(inne języki))
- zawory zwrotne i sterujące
- reduktor ciśnienia (w razie potrzeby)
- magistralne rury rozprowadzające (o większej średnicy) i ewentualnie rury drugorzędne
- zawory odcinające (sterowane ręcznie lub automatycznie)
- elastyczne przewody polietylenowe (tzw. linie kroplujące lub „lateral lines”)
- złączki, kolanka, trójniki, zaślepki itp.
- kroplowniki (emitery) lub mikrozraszacze (jeśli zastosowano)

Pompy i zawory mogą być sterowane ręcznie lub automatycznie (przy użyciu sterowników). Woda często jest filtrowana, aby zapobiec zapychaniu się kroplowników przez cząstki stałe. Nawadnianie kroplowe szczególnie dobrze sprawdza się przy wykorzystaniu wody pochodzącej z recyklingu (tzw. „wody szarej” lub oczyszczonych ścieków komunalnych), ponieważ przepisy zazwyczaj ograniczają możliwość rozpraszania wody niespełniającej norm w powietrzu.
Do systemu można podłączyć aparaturę do dozowania nawozów (fertygacja) lub środków chemicznych (chemigacja). Nawozy można podawać w sposób ciągły lub przerywany.
Prawidłowo zaprojektowany, zamontowany i utrzymywany system nawadniania kroplowego może poprawić efektywność zużycia wody dzięki zminimalizowaniu parowania i przesiąków głębinowych. Dodatkowo zmniejsza się ryzyko chorób przenoszonych przez kontakt wody z liśćmi. W regionach o bardzo ograniczonych zasobach wodnych celem bywa raczej zwiększenie plonów przy tym samym zużyciu wody, niż sama oszczędność wody.
W niektórych systemach stosuje się pulsacyjne nawadnianie kroplowe (ang. pulsed drip irrigation), które dodatkowo ogranicza straty. Jednak systemy takie są zazwyczaj bardziej kosztowne i skomplikowane w konserwacji. Obecnie producenci kroplowników koncentrują się na rozwijaniu rozwiązań o bardzo małych przepływach (np. poniżej 1 l/h), co pozwala na wolniejsze i równomierniejsze zwilżanie gleby bez konieczności użycia drogich urządzeń do nawadniania pulsacyjnego.
Tzw. „emitting pipe” (linia kroplująca fabrycznie wyposażona w emitery) jest coraz powszechniej stosowanym rozwiązaniem. Kroplownik ogranicza przepływ wody (powoduje stratę ciśnienia), a woda jest wypuszczana w postaci kropli lub bardzo małego strumienia.

## Zalety i wady
Zalety nawadniania kroplowego:
- Ograniczenie strat nawozów i składników odżywczych (mniejszy wypłuk).
- Możliwość bardzo efektywnego wykorzystania wody (przy prawidłowej eksploatacji).
- Brak konieczności wyrównywania pola.
- Łatwiejsze dostosowanie systemu do pól o nieregularnych kształtach.
- Bezpieczeństwo przy wykorzystaniu wody nienadającej się do picia (mniejsze ryzyko kontaktu z ludźmi).
- Utrzymanie wilgotności gleby blisko pojemności polowej.
- Mniejsze znaczenie typu gleby dla częstotliwości nawadniania.
- Ograniczenie erozji gleby.
- Ograniczenie rozwoju chwastów (zwilżany jest tylko obszar blisko roślin).
- Bardzo równomierny rozkład wody (każdy kroplownik dostarcza zbliżoną ilość wody).
- Niższe koszty pracy (mniej obsługi).
- Łatwe do połączenia z fertygacją (mniejsze straty nawozów).
- Liście pozostają suche, co ogranicza choroby grzybowe.
- Niższe ciśnienie robocze w porównaniu z innymi systemami, co obniża koszty energii.

Wady nawadniania kroplowego:
- Wyższy początkowy koszt instalacji (zwłaszcza przy dużych areałach).
- Konieczność regularnej konserwacji i wymiany elementów (zwłaszcza w przypadku intensywnej rotacji upraw).
- Degradacja tworzyw sztucznych (promieniowanie UV), co może skracać trwałość przewodów.
- Ryzyko przenikania do gleby dodatków plastyfikujących (substancji estrogenopodobnych) w przypadku degradacji plastiku[33].
- Konieczność bardzo dobrego filtrowania wody (zapychanie się emiterów).
- Trudniej kontrolować wizualnie nawadnianie w systemach podpowierzchniowych.
- Nie zawsze można stosować jednocześnie z niektórymi herbicydami lub nawozami wymagającymi aktywacji przez zraszanie.
- Koszty i praca związana z usuwaniem i recyklingiem taśm kroplujących po zbiorach.
- System wymaga starannego zaprojektowania i dostosowania do lokalnych warunków.
- W glebach lżejszych istnieje trudność w zwilżaniu powierzchni w celu kiełkowania nasion przy systemie podpowierzchniowym.
- Brak możliwości przeciwdziałania przymrozkom (co można osiągnąć za pomocą systemów zraszających).
- Gromadzenie się soli na obrzeżu strefy nawodnienia (przy braku odpowiedniego przemywania).